# Okli Hed, Vînohradiv
Okli Hed (în ucraineană Оклі Гедь; în maghiară Aklihegy) este un sat în comuna Nevetlenfalău din raionul Vînohradiv, regiunea Transcarpatia, Ucraina.

## Demografie
Componența lingvistică a localității Okli Hed
     Maghiară (97,71%)
     Ucraineană (2,13%)
     Alte limbi (0,16%)
Conform recensământului din 2001, majoritatea populației localității Okli Hed era vorbitoare de maghiară (97,71%), existând în minoritate și vorbitori de ucraineană (2,13%).